# Bobby Butler
Robert „Bobby“ Butler (* 26. April 1987 in Marlborough, Massachusetts) ist ein ehemaliger US-amerikanischer Eishockeyspieler, der im Verlauf seiner aktiven Karriere zwischen 2006 und 2024 unter anderem 133 Spiele für die Ottawa Senators, New Jersey Devils, Nashville Predators und Florida Panthers in der National Hockey League (NHL) auf der Position des rechten Flügelstürmers bestritten hat. Den Großteil seiner Karriere verbrachte Butler allerdings in der American Hockey League (AHL), wo er weitere 380 Partien absolvierte und im Jahr 2011 mit den Binghamton Senators den Calder Cup gewann.

## Karriere

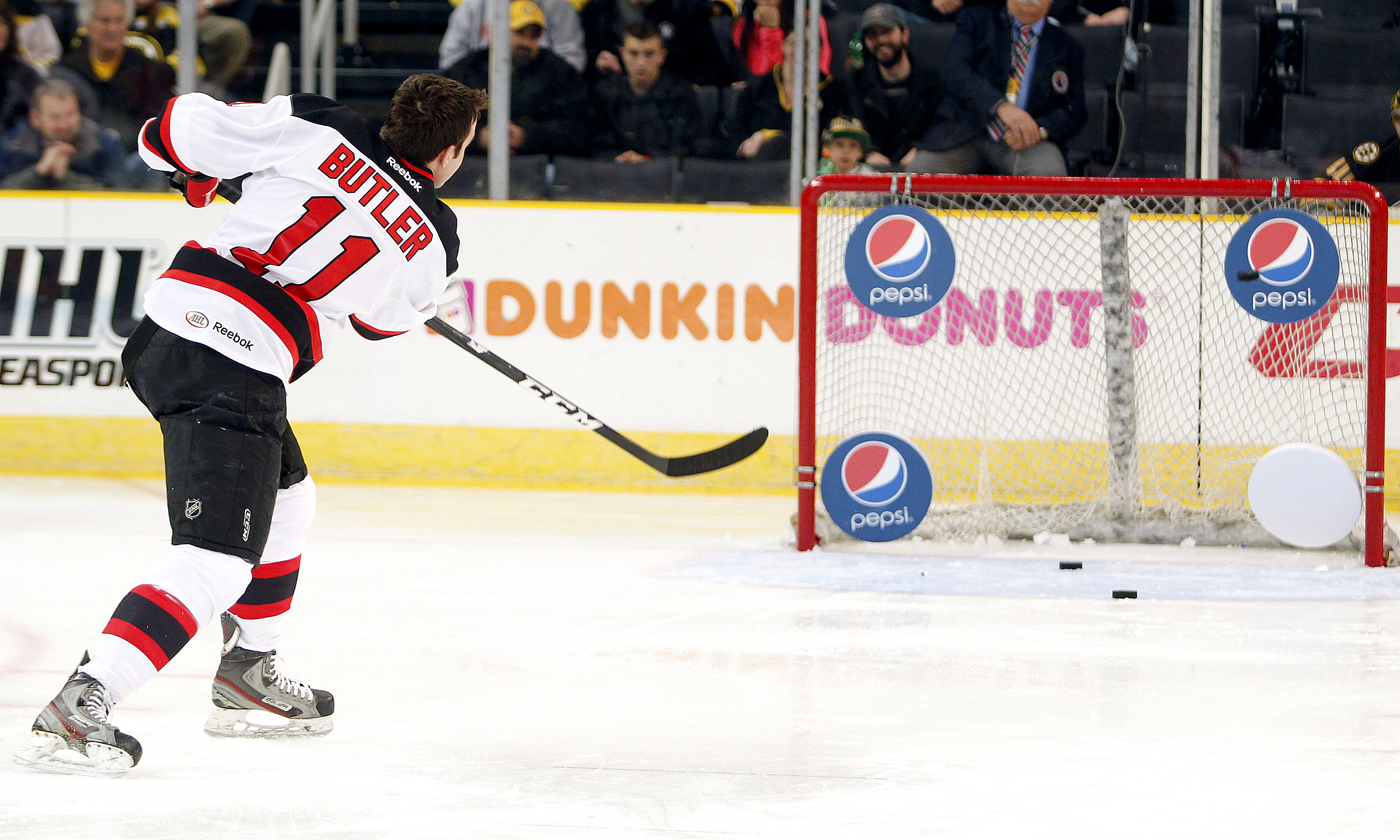
Butler im Trikot der Albany Devils (2013)

Butler begann seine Karriere als Eishockeyspieler bei den Boston Junior Bruins in der Eastern Junior Hockey League (EJHL), für die er von 2002 bis 2006 aktiv war. Anschließend besuchte er vier Jahre lang die University of New Hampshire, für deren Eishockeymannschaft er parallel in der National Collegiate Athletic Association (NCAA) aktiv war. Vor allem in seinem letzten Universitätsjahr, bei dem er Mannschaftskapitän war, konnte er überzeugen, als er sowohl zum Spieler des Jahres der Hockey East als auch in das erste All-Star Team der Hockey East gewählt wurde. Zudem wurde er mit der Wahl in das erste All-American Team der NCAA ausgezeichnet. Anschließend wurde er am 29. März 2010 als Free Agent von den Ottawa Senators aus der  National Hockey League (NHL) unter Vertrag genommen, für die er am Ende der Saison 2009/10 sein Debüt gab. Dabei blieb er in zwei Spielen punkt- und straflos.
Die Saison 2010/11 begann Butler bei Ottawas Farmteam Binghamton Senators in der American Hockey League (AHL). Bei diesen konnte er auf Anhieb überzeugen, sodass er im Jahr 2011 am AHL All-Star Classic teilnehmen durfte, zu dessen Most Valuable Player gewählt wurde. Ab Januar gehörte er bis Saisonende zum Stammpersonal der Ottawa Senators in der NHL, konnte aber gleichzeitig mit Binghamton den Calder Cup gewinnen. Im Juli 2012 lösten die Ottawa Senators Butlers Vertragsverhältnis ein Jahr vor Ablauf vorzeitig auf und bezahlten den Kontrakt des Stürmers vorzeitig aus. Im August 2012 unterzeichnete er einen Zweiwegevertrag bei den New Jersey Devils. Anfang März 2013 sicherten sich die Nashville Predators seine Dienste, indem sie den Stürmer vom Waiver selektierten. Im Juni 2013 wurde er im Austausch für T. J. Brennan zu den Florida Panthers transferiert, wo er in der Saison 2013/14 lediglich zwei Partien in der NHL bestritt und den Rest der Saison beim Farmteam San Antonio Rampage in der AHL verbrachte. In der folgenden Spielzeit kam Butler dann ausschließlich in der AHL zum Einsatz, sodass er sich im Sommer 2015 für einen Wechsel nach Europa entschied und sich MODO Hockey aus der Svenska Hockeyligan (SHL) anschloss.
Im Sommer 2016 unterschrieb der US-Amerikaner einen Vertrag beim kroatischen Klub KHL Medveščak Zagreb aus der Kontinentalen Hockey-Liga (KHL) und kam bis Dezember 2016 auf 37 KHL-Partien für Zagreb, ehe er an Torpedo Nischni Nowgorod abgegeben wurde. Nach Auslauf seines Vertrages kehrte er im August 2017 in die Vereinigten Staaten zurück, wo er einen Vertrag bei den Milwaukee Admirals aus der AHL unterschrieb. Von dort wechselte er im Juli 2018 innerhalb der Liga zum Hartford Wolf Pack und beendete dort nach der Saison 2018/19 zunächst seine Karriere. Nach einer mehr als zweijährigen Pause schloss sich der US-Amerikaner im Januar 2022 den Worcester Railers aus der ECHL an, wo er seine aktive Karriere bis zu ihrem Ende im Sommer 2024 endgültig ausklingen ließ.

### International
Bei der Weltmeisterschaft 2013 in Stockholm und Helsinki war Butler Teil der US-Nationalmannschaft und gewann mit dieser die Bronzemedaille. Anschließend gehörte er zum Team USA bei den Olympischen Winterspielen 2018 und belegte dort mit der Mannschaft, die ohne NHL-Spieler antrat, den siebten Platz.

## Erfolge und Auszeichnungen
| - 2010 Hockey East First All-Star Team - 2010 Hockey East Spieler des Jahres - 2010 NCAA First All-American Team - 2011 Teilnahme am AHL All-Star Classic | - 2011 MVP des AHL All-Star Classic - 2011 Calder-Cup-Gewinn mit den Binghamton Senators - 2013 Teilnahme am AHL All-Star Classic |

### International
- 2013 Bronzemedaille bei der Weltmeisterschaft

## Karrierestatistik

### International
Vertrat die USA bei:
- Weltmeisterschaft 2013
- Olympischen Winterspielen 2018

(Legende zur Spielerstatistik: Sp oder GP = absolvierte Spiele; T oder G = erzielte Tore; V oder A = erzielte Assists; Pkt oder Pts = erzielte Scorerpunkte; SM oder PIM = erhaltene Strafminuten; +/− = Plus/Minus-Bilanz; PP = erzielte Überzahltore; SH = erzielte Unterzahltore; GW = erzielte Siegtore; 1 Play-downs/Relegation; Kursiv: Statistik nicht vollständig)